# 萬格湖
62°32′N 34°48′E / 62.533°N 34.800°E
萬格湖（俄语：Вангозеро），是俄羅斯的湖泊，位於該國西北部，由卡累利阿共和國負責管轄，長8公里、寬2.5公里，面積9.58平方公里，海拔高度36.7米，集水區面積180平方公里，平均水深7米，最大水深18米。